# Liste des matchs de l'équipe de Norvège de football par adversaire
Cette liste présente les matchs de l'équipe de Norvège de football par adversaire rencontré. Lorsqu'une rivalité footballistique particulière existe entre la Norvège et un autre pays, une page spécifique peut être proposée.
- Haut – A
- B
- C
- D
- E
- F
- G
- H
- I
- J
- K
- L
- M
- N
- O
- P
- Q
- R
- S
- T
- U
- V
- W
- X
- Y
- Z

## A

### Allemagne de l'Est
Confrontations entre l'équipe de Norvège de football et l'équipe d'Allemagne de l'Est de football
| Date              | Lieu                                       | Match         | Score | Compétition                     |
| 13 août 1958      | Oslo ( Norvège)                            | Norvège - RDA | 6-5   | Match amical                    |
| 2 novembre 1958   | Leipzig ( Allemagne de l'Est)              | RDA - Norvège | 4-1   | Match amical                    |
| 23 mai 1974       | Rostock ( Allemagne de l'Est)              | RDA - Norvège | 1-0   | Match amical                    |
| 17 avril 1985     | Francfort-sur-l'Oder ( Allemagne de l'Est) | RDA - Norvège | 1-0   | Match amical                    |
| 14 août 1985      | Oslo ( Norvège)                            | Norvège - RDA | 0-1   | Match amical                    |
| 24 septembre 1986 | Oslo ( Norvège)                            | Norvège - RDA | 0-0   | Qualifications pour l'Euro 1988 |
| 28 octobre 1987   | Magdebourg ( Allemagne de l'Est)           | RDA - Norvège | 3-1   | Qualifications pour l'Euro 1988 |

Bilan
- Nombre de matchs joués : 7
- Victoires de la RDA : 5
- Victoires de la Norvège : 1
- Matchs nuls : 1

### Australie
Confrontations entre l'Australie et la Norvège :
| Date             | Lieu               | Match               | Score | Compétition  |
| 25 janvier 1997  | Sydney Australie   | Australie - Norvège | 1-0   | Match amical |
| 16 novembre 2004 | Londres Angleterre | Australie - Norvège | 2-2   | Match amical |

Bilan
- Total de matchs disputés : 2
- Victoires de l'équipe d'Australie : 1
- Victoires de l'équipe de Norvège : 0
- Match nul : 1

## B

### Brésil
Confrontations entre le Brésil et la Norvège :
| Date            | Lieu      | Match            | Score | Compétition                    |
| 28 juillet 1988 | Oslo      | Norvège - Brésil | 1-1   | Match amical                   |
| 30 mai 1997     | Oslo      | Norvège - Brésil | 4-2   | Match amical                   |
| 23 juin 1998    | Marseille | Norvège - Brésil | 2-1   | Coupe du monde 1998 (Groupe A) |
| 16 août 2006    | Oslo      | Norvège - Brésil | 1-1   | Match amical                   |

Bilan
- Total de matchs disputés : 4
- Victoire de l'équipe du Brésil : 0
- Victoires de l'équipe de Norvège : 2
- Matchs nuls : 2

## E

### Émirats arabes unis

#### Confrontations
Confrontations entre les Émirats arabes unis et la Norvège :
|   | Date            | Lieu      | Match                         | Score | Compétition  |
| - | --------------- | --------- | ----------------------------- | ----- | ------------ |
| 1 | 29 mars 1997    | Charjah   | Émirats arabes unis - Norvège | 1-4   | Match amical |
| 2 | 26 janvier 2003 | Charjah   | Émirats arabes unis - Norvège | 1-1   | Match amical |
| 3 | 27 août 2014    | Stavanger | Norvège - Émirats arabes unis | 0-0   | Match amical |

#### Bilan
Au 12 avril 2019 :
- Total de matchs disputés : 3
- Victoires des Émirats arabes unis : 0
- Matchs nuls : 2
- Victoires de la Norvège : 1
- Total de buts marqués par les Émirats arabes unis : 2
- Total de buts marqués par la Norvège : 5

### Espagne
| Date             | Lieu                                | Match             | Score | Compétition                            |
| 29 mars 1978     | Gijón, Espagne                      | Espagne - Norvège | 3-0   | Match amical                           |
| 7 février 1996   | Las Palmas de Gran Canaria, Espagne | Espagne - Norvège | 1-0   | Match amical                           |
| 24 avril 1996    | Oslo, Norvège                       | Norvège - Espagne | 0-0   | Match amical                           |
| 13 juin 2000     | Rotterdam, Pays-Bas                 | Norvège - Espagne | 1-0   | Euro 2000 (Groupe C)                   |
| 15 novembre 2003 | Valence, Espagne                    | Espagne - Norvège | 2-1   | Barrage de qualification à l'Euro 2004 |
| 19 novembre 2003 | Oslo, Norvège                       | Norvège - Espagne | 0-3   | Barrage de qualification à l'Euro 2004 |

Bilan
- Total de matchs disputés : 6
- Victoires de l'équipe de Norvège : 1
- Matchs nuls : 1
- Victoires de l'équipe d'Espagne : 4
- Total de buts marqués par l'équipe de Norvège : 2
- Total de buts marqués par l'équipe d'Espagne : 9

## F

### France
Confrontations entre l'équipe de France de football et l'équipe de Norvège de football
| Date              | Lieu               | Match            | Score | Compétition                                |
| 28 octobre 1923   | Paris France       | France - Norvège | 0-2   | amical                                     |
| 11 novembre 1964  | Paris France       | France - Norvège | 1-0   | Qualifications pour la Coupe du monde 1966 |
| 15 septembre 1965 | Oslo Norvège       | Norvège - France | 0-1   | Qualifications pour la Coupe du monde 1966 |
| 6 novembre 1968   | Strasbourg France  | France - Norvège | 0-1   | Qualifications pour la Coupe du monde 1970 |
| 10 septembre 1969 | Oslo Norvège       | Norvège - France | 1-3   | Qualifications pour la Coupe du monde 1970 |
| 11 novembre 1970  | Lyon France        | France - Norvège | 3-1   | Qualifications pour l'Euro 1972            |
| 8 septembre 1971  | Oslo Norvège       | Norvège - France | 1-3   | Qualifications pour l'Euro 1972            |
| 16 juin 1987      | Oslo Norvège       | Norvège - France | 2-0   | Qualifications pour l'Euro 1988            |
| 14 octobre 1987   | Paris France       | France - Norvège | 1-1   | Qualifications pour l'Euro 1988            |
| 28 septembre 1988 | Paris France       | France - Norvège | 1-0   | Qualifications pour la Coupe du monde 1990 |
| 5 septembre 1989  | Oslo Norvège       | Norvège - France | 1-1   | Qualifications pour la Coupe du monde 1990 |
| 22 juillet 1995   | Oslo Norvège       | Norvège - France | 0-0   | amical                                     |
| 25 février 1998   | Marseille France   | France - Norvège | 3-3   | amical                                     |
| 11 août 2010      | Oslo Norvège       | Norvège - France | 2-1   | amical                                     |
| 27 mai 2014       | Saint-Denis France | France - Norvège | 4-0   | amical                                     |

Bilan
- Total de matches disputés : 15
- Victoires de la France : 7
- Matches nuls : 4
- Victoires de la Norvège : 4
- Buts pour la France : 22
- Buts pour la Norvège : 15

## I

### Italie
Confrontations en matchs officiels entre l'Italie et la Norvège :
| Date         | Lieu            | Match            | Score    | Compétition                      |
| 5 juin 1938  | Marseille       | Italie - Norvège | 2-1 a.p. | Coupe du monde 1938 (1/8 finale) |
| 23 juin 1994 | East Rutherford | Italie - Norvège | 1-0      | Coupe du monde 1994 (Groupe E)   |
| 27 juin 1998 | Marseille       | Italie - Norvège | 1-0      | Coupe du monde 1998 (1/8 finale) |

Bilan partiel
- Total de matchs disputés : 3
- Victoires de l'équipe d'Italie : 3
- Victoires de l'équipe de Norvège : 0
- Match nul : 0

## J

### Japon
Confrontations entre la Norvège et le Japon :
| Date        | Lieu | Match           | Score | Compétition  |
| 14 mai 2002 | Oslo | Norvège - Japon | 3-0   | Match amical |

Bilan
Total de matchs disputés : 1
- Victoires de l'équipe de Norvège : 1
- Match nul : 0
- Victoire de l'équipe du Japon : 0

## M

### Maroc
Confrontations entre la Norvège et le Maroc :
| Date         | Lieu               | Match           | Score | Compétition                    |
| 10 juin 1998 | Montpellier France | Maroc - Norvège | 2-2   | Coupe du monde 1998 (1er tour) |

Bilan
- Total de matchs disputés : 1
- Victoires de l'équipe de Norvège : 0 (0 %)
- Victoires de l'équipe du Maroc : 0 (0 %)
- Match nul : 1 (100 %)

### Monténégro
Confrontations entre le Monténégro et la Norvège :
| Date         | Lieu                  | Match                | Score | Compétition  |
| 26 mars 2008 | Podgorica, Monténégro | Monténégro - Norvège | 3-1   | Match amical |
| 29 mai 2010  | Oslo, Norvège         | Norvège - Monténégro | 2-1   | Match amical |

Bilan
- Total de matchs disputés : 2
- Victoires de l'équipe du Monténégro : 1
- Matchs nuls : 0
- Victoires de l'équipe de Norvège : 1
- Total de buts marqués par l'équipe du Monténégro : 4
- Total de buts marqués par l'équipe de Norvège : 3

## P

### Pays-Bas
| Date              | Lieu               | Match              | Score | Compétition                                |
| 31 août 1919      | Oslo Norvège       | Norvège - Pays-Bas | 1-1   | Match amical                               |
| 12 juin 1929      | Oslo Norvège       | Norvège - Pays-Bas | 4-4   | Match amical                               |
| 3 novembre 1929   | Amsterdam Pays-Bas | Pays-Bas - Norvège | 1-4   | Match amical                               |
| 1er novembre 1936 | Amsterdam Pays-Bas | Pays-Bas - Norvège | 3-3   | Match amical                               |
| 26 mai 1948       | Oslo Norvège       | Norvège - Pays-Bas | 1-2   | Match amical                               |
| 6 juin 1951       | Rotterdam Pays-Bas | Pays-Bas - Norvège | 2-3   | Match amical                               |
| 27 septembre 1953 | Oslo Norvège       | Norvège - Pays-Bas | 4-0   | Match amical                               |
| 6 novembre 1955   | Amsterdam Norvège  | Pays-Bas - Norvège | 3-0   | Match amical                               |
| 28 mai 1958       | Oslo Norvège       | Norvège - Pays-Bas | 0-0   | Match amical                               |
| 4 novembre 1959   | Rotterdam Pays-Bas | Pays-Bas - Norvège | 7-1   | Match amical                               |
| 16 juin 1962      | Oslo Norvège       | Norvège - Pays-Bas | 2-1   | Match amical                               |
| 1er novembre 1972 | Rotterdam Pays-Bas | Pays-Bas - Norvège | 9-0   | Qualifications pour la Coupe du monde 1974 |
| 12 septembre 1973 | Oslo Norvège       | Norvège - Pays-Bas | 1-2   | Qualifications pour la Coupe du monde 1974 |
| 23 septembre 1992 | Oslo Norvège       | Norvège - Pays-Bas | 2-1   | Qualifications pour la Coupe du monde 1994 |
| 9 juin 1993       | Rotterdam Pays-Bas | Pays-Bas - Norvège | 0-0   | Qualifications pour la Coupe du monde 1994 |
| 12 octobre 1994   | Oslo Norvège       | Norvège - Pays-Bas | 1-1   | Qualifications pour l'Euro 1996            |
| 15 novembre 1995  | Rotterdam Pays-Bas | Pays-Bas - Norvège | 3-0   | Qualifications pur l'Euro 1996             |
| 21 août 2002      | Oslo Norvège       | Norvège - Pays-Bas | 0-1   | Match amical                               |
| 15 octobre 2008   | Oslo Norvège       | Norvège - Pays-Bas | 0-1   | Qualifications pour la Coupe du monde 2010 |
| 10 juin 2009      | Rotterdam Pays-Bas | Pays-Bas - Norvège | 2-0   | Qualifications pour la Coupe du monde 2010 |

Bilan
- Nombre de matchs joués : 20
- Victoires des Pays-Bas : 9
- Matchs nuls : 6
- Victoires de la Norvège : 5

### Pologne
Confrontations entre l'équipe de Norvège de football et l'équipe de Pologne de football : 
| Date               | Lieu                | Match             | Score | Compétition                        |
| 10 octobre 1926    | Fredrikstad Norvège | Norvège - Pologne | 3-4   | Match amical                       |
| 13 août 1936       | Berlin Allemagne    | Pologne - Norvège | 2-3   | Tournoi Olympique                  |
| 23 octobre 1938    | Varsovie Pologne    | Pologne - Norvège | 2-2   | Match amical                       |
| 11 juin 1947       | Oslo Norvège        | Norvège - Pologne | 3-1   | Match amical                       |
| 30 mai 1956        | Oslo Norvège        | Norvège - Pologne | 0-0   | Match amical                       |
| 28 octobre 1956    | Varsovie Pologne    | Pologne - Norvège | 5-3   | Match amical                       |
| 15 mai 1963        | Oslo Norvège        | Norvège - Pologne | 2-5   | Match amical                       |
| 4 septembre 1963   | Szczecin Pologne    | Pologne - Norvège | 9-0   | Match amical                       |
| 9 juin 1968        | Oslo Norvège        | Norvège - Pologne | 1-6   | Match amical                       |
| 27 août 1969       | Lodz Pologne        | Pologne - Norvège | 6-1   | Match amical                       |
| 29 août 1984       | Drammen Norvège     | Norvège - Pologne | 1-1   | Match amical                       |
| 24 mars 1987       | Wrocław Pologne     | Pologne - Norvège | 4-1   | Match amical                       |
| 2 mai 1989         | Oslo Norvège        | Norvège - Pologne | 0-3   | Match amical                       |
| 22 septembre 1993  | Oslo Norvège        | Norvège - Pologne | 1-0   | Qualifications Coupe du monde 1994 |
| 13 octobre 1993    | Poznań Pologne      | Pologne - Norvège | 0-3   | Qualifications Coupe du monde 1994 |
| 24 mars 2001       | Oslo Norvège        | Norvège - Pologne | 2-3   | Qualifications Coupe du monde 2002 |
| 1er septembre 2001 | Chorzów Pologne     | Pologne - Norvège | 3-0   | Qualifications Coupe du monde 2002 |

Bilan
- Total de matchs disputés : 17
- Victoires de l'équipe de Pologne : 9
- Victoires de l'équipe de Norvège : 5
- Matchs nuls : 3

### Portugal
Confrontations entre l'équipe de Norvège de football et l'équipe du Portugal de football : 
| Date              | Lieu              | Match              | Score | Compétition              |
| 12 juin 1966      | Lisbonne Portugal | Portugal - Norvège | 4-0   | Match amical             |
| 8 juin 1967       | Oslo Norvège      | Norvège - Portugal | 2-1   | Qualifications Euro 1968 |
| 12 novembre 1967  | Porto Portugal    | Portugal - Norvège | 2-1   | Qualifications Euro 1968 |
| 9 mai 1979        | Oslo Norvège      | Norvège - Portugal | 0-1   | Qualifications Euro 1980 |
| 1er novembre 1979 | Lisbonne Portugal | Portugal - Norvège | 3-1   | Qualifications Euro 1980 |
| 10 février 1993   | Faro Portugal     | Portugal - Norvège | 1-1   | Match amical             |
| 20 avril 1994     | Oslo Norvège      | Norvège- Portugal  | 0-0   | Match amical             |
| 10 septembre 2003 | Oslo Norvège      | Norvège - Portugal | 0-1   | Match amical             |

Bilan
- Total de matchs disputés : 8
- Victoires de l'équipe de Norvège : 1
- Victoires de l'équipe du Portugal : 5
- Matchs nuls : 2

## R

### Russie
Confrontations entre l'équipe de Norvège de football et les équipes de l'Empire russe, de la RSFS, d'URSS et de Russie de football :
| Date              | Lieu         | Match                  | Score | Compétition |
| 3 juillet 1912    | Suède        | Norvège - Empire russe | 2-1   | Amical      |
| 14 septembre 1913 | Empire russe | Empire russe - Norvège | 1-1   | Amical      |
| 12 juillet 1914   | Norvège      | Norvège - Empire russe | 1-1   | Amical      |

| Date         | Lieu    | Match          | Score | Compétition |
| 30 août 1923 | Norvège | Norvège - RSFS | 2-3   | Amical      |

| Date              | Lieu             | Match          | Score | Compétition                                      |
| septembre 1930    | Norvège          | Norvège - URSS | 0-4   | Amical                                           |
| 1er juillet 1961  | Union soviétique | URSS - Norvège | 5-2   | Qualifications pour la Coupe du monde 1962       |
| 23 août 1961      | Norvège          | Norvège - URSS | 0-3   | Qualifications pour la Coupe du monde 1962       |
| 28 août 1975      | Norvège          | Norvège - URSS | 1-3   | Qualifications pour les Jeux Olympiques de 1976  |
| 24 septembre 1975 | Union soviétique | URSS - Norvège | 4-0   | Qualifications pour les Jeux Olympiques de 1976  |
| 10 octobre 1984   | Norvège          | Norvège - URSS | 1-1   | Qualifications pour la Coupe du monde 1986       |
| 30 octobre 1985   | Union soviétique | URSS - Norvège | 1-0   | Qualifications pour la Coupe du monde 1986       |
| 29 octobre 1986   | Union soviétique | URSS - Norvège | 4-0   | Qualifications pour le Championnat d'Europe 1988 |
| 3 juin 1987       | Norvège          | Norvège - URSS | 0-1   | Qualifications pour le Championnat d'Europe 1988 |
| 12 septembre 1990 | Union soviétique | URSS - Norvège | 2-0   | Qualifications pour le Championnat d'Europe 1992 |
| 28 août 1991      | Norvège          | Norvège - URSS | 0-1   | Qualifications pour le Championnat d'Europe 1992 |

| Date          | Lieu    | Match            | Score | Compétition |
| 28 avril 2004 | Norvège | Norvège - Russie | 3-2   | Amical      |

Bilan
- Total de matchs disputés : 16
- Victoires de l'équipe de Norvège : 2
- Victoires des équipes de l'Empire russe, de la RSFS, d'URSS et de Russie : 11
- Matchs nuls : 3

Source
- (en) Russia matches, ratings and points exchanged

## S

### Sénégal
Confrontations entre le Sénégal et la Norvège :
| Date          | Lieu  | Match             | Score | Compétition  |
| 1er mars 2006 | Dakar | Sénégal - Norvège | 2-1   | Match amical |

Bilan
- Total de matchs disputés : 1
- Victoires de l'équipe du Sénégal : 1
- Victoires de l'équipe de Norvège : 0
- Match nul : 0

### Serbie et Monténégro
Confrontations entre la Serbie et Monténégro et la Norvège :
| Date         | Lieu                          | Match                          | Score | Compétition  |
| 31 mars 2004 | Belgrade Serbie-et-Monténégro | Serbie-et-Monténégro - Norvège | 0-1   | Match amical |

Bilan
- Total de matchs disputés : 1
- Victoires de l'équipe de Serbie et Monténégro : 0
- Victoires de l'équipe de Norvège : 1
- Match nul : 0

### Slovénie
| Date              | Lieu                | Match              | Score | Compétition                                                       |
| 10 octobre 1998   | Ljubljana, Slovénie | Slovénie - Norvège | 1-2   | Qualification pour l'Euro 2000 (Groupe 2)                         |
| 8 septembre 1999  | Oslo, Norvège       | Norvège - Slovénie | 4-0   | Qualification pour l'Euro 2000 (Groupe 2)                         |
| 21 juin 2000      | Arnhem, Pays-Bas    | Norvège - Slovénie | 0-0   | Euro 2000 (Groupe C)                                              |
| 13 octobre 2004   | Oslo, Norvège       | Norvège - Slovénie | 3-0   | Qualification pour la Coupe du monde 2006 (Zone Europe, groupe 5) |
| 3 septembre 2005  | Celje, Slovénie     | Slovénie - Norvège | 2-3   | Qualification pour la Coupe du monde 2006 (Zone Europe, groupe 5) |
| 11 septembre 2012 | Oslo, Norvège       | Norvège - Slovénie | 2-1   | Qualification pour la Coupe du monde 2014 (Zone Europe, groupe E) |
| 11 octobre 2013   | Maribor, Slovénie   | Slovénie - Norvège | 3-0   | Qualification pour la Coupe du monde 2014 (Zone Europe, groupe E) |

Bilan
- Total de matchs disputés : 7
- Victoires de l'équipe de Norvège : 5
- Matchs nuls : 1
- Victoires de l'équipe de Slovénie : 1
- Total de buts marqués par l'équipe de Norvège : 14
- Total de buts marqués par l'équipe de Slovénie : 7

### Suède

#### Confrontations
Confrontations entre la Suède et la Norvège :
|     | Date              | Lieu        | Match           | Score | Compétition                                                        |
| --- | ----------------- | ----------- | --------------- | ----- | ------------------------------------------------------------------ |
| 1   | 12 juillet 1908   | Göteborg    | Suède - Norvège | 11-3  | Match amical                                                       |
| 2   | 11 septembre 1910 | Christiania | Norvège - Suède | 0-4   | Match amical                                                       |
| 3   | 17 septembre 1911 | Solna       | Suède - Norvège | 4-1   | Match amical                                                       |
| 4   | 16 juin 1912      | Christiania | Norvège - Suède | 1-2   | Match amical                                                       |
| 5   | 3 novembre 1912   | Göteborg    | Suède - Norvège | 4-2   | Match amical                                                       |
| 6   | 8 juin 1913       | Stockholm   | Suède - Norvège | 9-0   | Match amical                                                       |
| 7   | 26 novembre 1913  | Christiania | Norvège - Suède | 1-1   | Match amical                                                       |
| 8   | 28 juin 1914      | Christiania | Norvège - Suède | 0-1   | Match amical                                                       |
| 9   | 25 octobre 1914   | Solna       | Suède - Norvège | 7-0   | Match amical                                                       |
| 10  | 27 juin 1915      | Christiania | Norvège - Suède | 1-1   | Match amical                                                       |
| 11  | 24 octobre 1915   | Stockholm   | Suède - Norvège | 5-2   | Match amical                                                       |
| 12  | 2 juillet 1916    | Stockholm   | Suède - Norvège | 6-0   | Match amical                                                       |
| 13  | 1er octobre 1916  | Christiania | Norvège - Suède | 0-0   | Match amical                                                       |
| 14  | 18 août 1917      | Helsingborg | Suède - Norvège | 3-3   | Match amical                                                       |
| 15  | 16 septembre 1917 | Christiania | Norvège - Suède | 0-2   | Match amical                                                       |
| 16  | 26 mai 1918       | Stockholm   | Suède - Norvège | 2-0   | Match amical                                                       |
| 17  | 15 septembre 1918 | Christiania | Norvège - Suède | 2-1   | Match amical                                                       |
| 18  | 29 juin 1919      | Christiania | Norvège - Suède | 4-3   | Match amical                                                       |
| 19  | 14 septembre 1919 | Göteborg    | Suède - Norvège | 1-5   | Match amical                                                       |
| 20  | 27 juin 1920      | Christiania | Norvège - Suède | 0-3   | Match amical                                                       |
| 21  | 26 septembre 1920 | Stockholm   | Suède - Norvège | 0-0   | Match amical                                                       |
| 22  | 19 juin 1921      | Christiania | Norvège - Suède | 3-1   | Match amical                                                       |
| 23  | 18 septembre 1921 | Stockholm   | Suède - Norvège | 0-3   | Match amical                                                       |
| 24  | 23 août 1922      | Stockholm   | Suède - Norvège | 0-0   | Match amical                                                       |
| 25  | 24 septembre 1922 | Christiania | Norvège - Suède | 0-5   | Match amical                                                       |
| 26  | 16 septembre 1923 | Christiania | Norvège - Suède | 2-3   | Match amical                                                       |
| 27  | 21 septembre 1924 | Solna       | Suède - Norvège | 6-1   | Championnat nordique de football 1924-28                           |
| 28  | 23 août 1925      | Oslo        | Norvège - Suède | 3-7   | Championnat nordique de football 1924-28                           |
| 29  | 9 juin 1926       | Stockholm   | Suède - Norvège | 3-2   | Championnat nordique de football 1924-28                           |
| 30  | 26 juin 1927      | Oslo        | Norvège - Suède | 3-5   | Championnat nordique de football 1924-28                           |
| 31  | 7 juin 1928       | Stockholm   | Suède - Norvège | 6-1   | Championnat nordique de football 1924-28                           |
| 32  | 29 juin 1929      | Oslo        | Norvège - Suède | 2-1   | Championnat nordique de football 1929-32                           |
| 33  | 6 juillet 1930    | Stockholm   | Suède - Norvège | 6-3   | Championnat nordique de football 1929-32                           |
| 34  | 27 septembre 1931 | Oslo        | Norvège - Suède | 2-1   | Championnat nordique de football 1929-32                           |
| 35  | 1er juillet 1932  | Göteborg    | Suède - Norvège | 1-4   | Championnat nordique de football 1929-32                           |
| 36  | 24 septembre 1933 | Oslo        | Norvège - Suède | 0-1   | Championnat nordique de football 1933-36                           |
| 37  | 1er juillet 1934  | Stockholm   | Suède - Norvège | 3-3   | Championnat nordique de football 1933-36                           |
| 38  | 22 septembre 1935 | Oslo        | Norvège - Suède | 0-2   | Championnat nordique de football 1933-36                           |
| 39  | 5 juillet 1936    | Göteborg    | Suède - Norvège | 2-0   | Championnat nordique de football 1933-36                           |
| 40  | 26 juillet 1936   | Stockholm   | Suède - Norvège | 3-4   | Match amical                                                       |
| 41  | 19 septembre 1937 | Oslo        | Norvège - Suède | 3-2   | Championnat nordique de football 1937-47                           |
| 42  | 4 septembre 1938  | Oslo        | Norvège - Suède | 2-1   | Match amical                                                       |
| 43  | 2 octobre 1938    | Solna       | Suède - Norvège | 2-3   | Championnat nordique de football 1937-47                           |
| 44  | 3 juin 1939       | Solna       | Suède - Norvège | 3-2   | Match amical                                                       |
| 45  | 14 juin 1939      | Copenhague  | Norvège - Suède | 1-0   | Match amical                                                       |
| 46  | 17 septembre 1939 | Oslo        | Norvège - Suède | 2-3   | Championnat nordique de football 1937-47                           |
| 47  | 21 octobre 1945   | Solna       | Suède - Norvège | 10-0  | Match amical                                                       |
| 48  | 15 septembre 1946 | Oslo        | Norvège - Suède | 0-3   | Match amical                                                       |
| 49  | 28 juin 1947      | Helsinki    | Norvège - Suède | 1-5   | Match amical                                                       |
| 50  | 5 octobre 1947    | Solna       | Suède - Norvège | 4-1   | Championnat nordique de football 1937-47                           |
| 51  | 19 septembre 1948 | Oslo        | Norvège - Suède | 3-5   | Championnat nordique de football 1948-51                           |
| 52  | 2 octobre 1949    | Solna       | Suède - Norvège | 3-3   | Championnat nordique de football 1948-51                           |
| 53  | 24 septembre 1950 | Oslo        | Norvège - Suède | 1-3   | Championnat nordique de football 1948-51                           |
| 54  | 30 septembre 1951 | Göteborg    | Suède - Norvège | 3-4   | Championnat nordique de football 1948-51                           |
| 55  | 7 juin 1954       | Solna       | Suède - Norvège | 3-0   | Match amical                                                       |
| 56  | 5 octobre 1952    | Oslo        | Norvège - Suède | 1-2   | Championnat nordique de football 1952-55                           |
| 57  | 18 octobre 1953   | Solna       | Suède - Norvège | 0-0   | Championnat nordique de football 1952-55                           |
| 58  | 19 septembre 1954 | Oslo        | Norvège - Suède | 1-1   | Championnat nordique de football 1952-55                           |
| 59  | 25 septembre 1955 | Solna       | Suède - Norvège | 1-1   | Championnat nordique de football 1952-55                           |
| 60  | 16 septembre 1956 | Oslo        | Norvège - Suède | 3-1   | Championnat nordique de football 1956-59                           |
| 61  | 18 juin 1957      | Espoo       | Norvège - Suède | 0-0   | Match amical                                                       |
| 62  | 13 octobre 1957   | Solna       | Suède - Norvège | 5-2   | Championnat nordique de football 1956-59                           |
| 63  | 14 septembre 1958 | Oslo        | Norvège - Suède | 0-2   | Championnat nordique de football 1956-59                           |
| 64  | 18 octobre 1959   | Göteborg    | Suède - Norvège | 6-2   | Championnat nordique de football 1956-59                           |
| 65  | 18 septembre 1960 | Oslo        | Norvège - Suède | 3-1   | Championnat nordique de football 1960-63                           |
| 66  | 22 octobre 1961   | Göteborg    | Suède - Norvège | 2-0   | Championnat nordique de football 1960-63                           |
| 67  | 21 juin 1962      | Oslo        | Norvège - Suède | 0-2   | Éliminatoires du Championnat d'Europe 1964 (tour préliminaire)     |
| 68  | 16 septembre 1962 | Oslo        | Norvège - Suède | 2-1   | Championnat nordique de football 1960-63                           |
| 69  | 4 novembre 1962   | Malmö       | Suède - Norvège | 1-1   | Éliminatoires du Championnat d'Europe 1964 (tour préliminaire)     |
| 70  | 14 août 1963      | Göteborg    | Suède - Norvège | 0-0   | Championnat nordique de football 1960-63                           |
| 71  | 20 septembre 1964 | Oslo        | Norvège - Suède | 1-1   | Championnat nordique de football 1964-67                           |
| 72  | 31 octobre 1965   | Solna       | Suède - Norvège | 0-0   | Championnat nordique de football 1964-67                           |
| 73  | 18 septembre 1966 | Oslo        | Norvège - Suède | 2-4   | Championnat nordique de football 1964-67                           |
| 74  | 3 septembre 1967  | Oslo        | Norvège - Suède | 3-1   | Éliminatoires du Championnat d'Europe 1968 (gr. 2)                 |
| 75  | 5 novembre 1967   | Solna       | Suède - Norvège | 5-2   | Championnat nordique de football 1964-67                           |
| 76  | 15 septembre 1968 | Oslo        | Norvège - Suède | 1-1   | Championnat nordique de football 1968-71                           |
| 77  | 9 octobre 1968    | Solna       | Suède - Norvège | 5-0   | Tours préliminaires à la Coupe du monde 1970 (zone Europe - gr. 5) |
| 78  | 1er juin 1969     | Göteborg    | Suède - Norvège | 4-2   | Championnat nordique de football 1968-71                           |
| 79  | 19 juin 1969      | Oslo        | Norvège - Suède | 2-5   | Tours préliminaires à la Coupe du monde 1970 (zone Europe - gr. 5) |
| 80  | 13 septembre 1970 | Oslo        | Norvège - Suède | 2-4   | Championnat nordique de football 1968-71                           |
| 81  | 8 août 1971       | Malmö       | Suède - Norvège | 3-0   | Championnat nordique de football 1968-71                           |
| 82  | 17 septembre 1972 | Oslo        | Norvège - Suède | 1-3   | Championnat nordique de football 1972-77                           |
| 83  | 8 août 1974       | Göteborg    | Suède - Norvège | 2-1   | Championnat nordique de football 1972-77                           |
| 84  | 30 juin 1975      | Solna       | Suède - Norvège | 3-1   | Éliminatoires du Championnat d'Europe 1976 (gr. 3)                 |
| 85  | 13 août 1975      | Oslo        | Norvège - Suède | 0-2   | Éliminatoires du Championnat d'Europe 1976 (gr. 3)                 |
| 86  | 16 juin 1976      | Solna       | Suède - Norvège | 2-0   | Tours préliminaires à la Coupe du monde 1978 (zone Europe - gr. 6) |
| 87  | 22 septembre 1976 | Oslo        | Norvège - Suède | 3-2   | Championnat nordique de football 1972-77                           |
| 88  | 26 mai 1977       | Göteborg    | Suède - Norvège | 1-0   | Championnat nordique de football 1972-77                           |
| 89  | 7 septembre 1977  | Oslo        | Norvège - Suède | 2-1   | Tours préliminaires à la Coupe du monde 1978 (zone Europe - gr. 6) |
| 90  | 28 juin 1979      | Göteborg    | Suède - Norvège | 2-0   | Championnat nordique de football 1978-80                           |
| 91  | 15 août 1979      | Oslo        | Norvège - Suède | 2-0   | Championnat nordique de football 1978-80                           |
| 92  | 28 février 1981   | Lahti       | Suède - Norvège | 4-2   | Match amical                                                       |
| 93  | 11 août 1982      | Oslo        | Norvège - Suède | 1-0   | Championnat nordique de football 1981-83                           |
| 94  | 22 mai 1985       | Göteborg    | Suède - Norvège | 1-0   | Match amical                                                       |
| 95  | 12 août 1987      | Oslo        | Norvège - Suède | 0-0   | Match amical                                                       |
| 96  | 22 août 1990      | Stavanger   | Norvège - Suède | 1-2   | Match amical                                                       |
| 97  | 8 août 1991       | Oslo        | Norvège - Suède | 1-2   | Match amical                                                       |
| 98  | 26 août 1992      | Oslo        | Norvège - Suède | 2-2   | Match amical                                                       |
| 99  | 5 juin 1994       | Solna       | Suède - Norvège | 2-0   | Match amical                                                       |
| 100 | 4 février 2000    | La Manga    | Norvège - Suède | 1-1   | Championnat nordique de football 2000-01                           |
| 101 | 17 avril 2002     | Oslo        | Norvège - Suède | 0-0   | Match amical                                                       |
| 102 | 21 janvier 2004   | Hong Kong   | Suède - Norvège | 0-3   | Match amical                                                       |
| 103 | 8 juin 2005       | Solna       | Suède - Norvège | 2-3   | Match amical                                                       |
| 104 | 14 août 2013      | Solna       | Suède - Norvège | 4-2   | Match amical                                                       |
| 105 | 8 juin 2015       | Oslo        | Norvège - Suède | 0-0   | Match amical                                                       |
| 106 | 13 juin 2017      | Oslo        | Norvège - Suède | 1-1   | Match amical                                                       |
| 107 | 26 mars 2019      | Oslo        | Norvège - Suède | 3-3   | Éliminatoires du Championnat d'Europe 2020 (gr. F)                 |
|     | 8 septembre 2019  |             | Suède - Norvège |       | Éliminatoires du Championnat d'Europe 2020 (gr. F)                 |

#### Bilan
Au 27 avril 2019 :
- Total de matchs disputés : 107
- Victoires de la Suède : 59
- Matchs nuls : 24
- Victoires de la Norvège : 24
- Total de buts marqués par la Suède : 276
- Total de buts marqués par la Norvège : 148

## T

### Tunisie
| Date            | Lieu             | Match             | Score | Compétition  |
| 7 novembre 1990 | Bizerte, Tunisie | Tunisie - Norvège | 1-3   | Match amical |
| 27 mars 2002    | Tunis, Tunisie   | Tunisie - Norvège | 0-0   | Match amical |

Bilan
- Total de matchs disputés : 2
- Victoires de l'équipe de Norvège : 1
- Matchs nuls : 1
- Victoires de l'équipe de Tunisie : 0
- Total de buts marqués par l'équipe de Norvège : 3
- Total de buts marqués par l'équipe de Tunisie : 1